# Olléléwa
Olléléwa u Olléléoua es una comuna rural del departamento de Tanout de la región de Zinder, en Níger. En diciembre de 2012 presentaba una población censada de 116 895 habitantes, de los cuales 58 652 eran hombres y 58 243 eran mujeres.
En el siglo XVII se estableció aquí una jefatura tradicional de los tuaregs de Air dependiente del sultanato de Zinder. El explorador alemán Heinrich Barth visitó el lugar en 1851, describiéndolo como un importante punto comercial. En la actualidad, la localidad está habitada principalmente por agropastores hausas, pastores nómadas fulanis y comerciantes tuaregs.
Se encuentra situada en el centro-sur del país, unos 50 km al suroeste de Tanout.